# 西部州 (ケニア)

西部州の位置

西部州（せいぶしゅう、スワヒリ語：Mkoa wa Magharibi）は、ケニア南西部の州。
州都はカカメガ。
面積は8309km2で、2009年の人口は433万4282人、人口密度は521.6人/km2。

## 人口
- 1979年8月24日：183万2663人
- 1989年8月24日：254万4329人
- 1999年8月24日：335万8776人
- 2009年8月24日：433万4282人[1]

## 隣接州

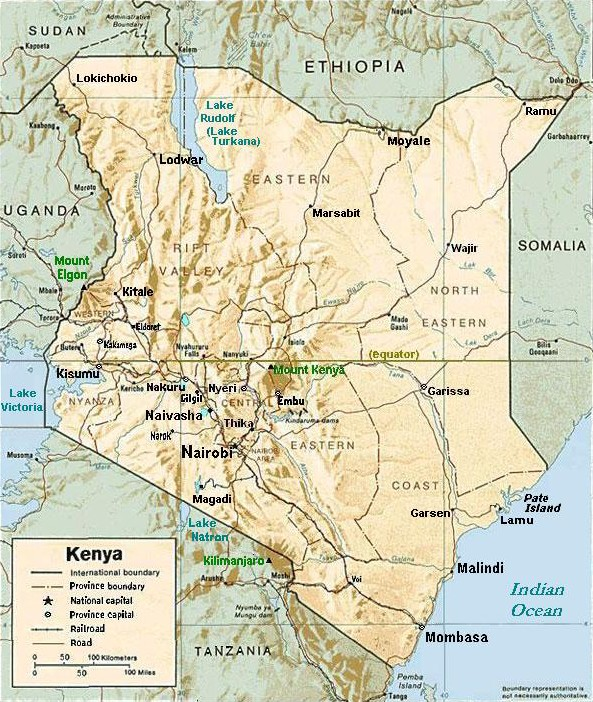
エルゴン山とヴィクトリア湖に挟まれたルヒヤ族の居住地を中心とした地域が西部州である。

- 北～東：リフトバレー州
- 南：ニャンザ州
- 南西：ビクトリア湖
- 西：東部地域

## 民族
- ルヒャ人（英語版）：主要民族
- ブクス人（英語版）：19世紀にイギリスに対し抵抗運動を起こした。
- ルオ族
- テソ人（英語版）

## 宗教
クエーカーが比較的に盛んである。

## 地理
- エルゴン山：ケニア第2の山で、ウガンダ国境に聳える。
- カカメガの森（英語版）：世界的に有名な熱帯雨林。

## 気候
主に熱帯に属する。
カカメガ (カウンティ)は年中高温多湿である。
ブンゴマ (カウンティ)は涼しくて湿潤である。
ブシア (カウンティ)は一番暑く、ヴィヒガ (カウンティ)は一番涼しい。
全体的に年中降雨が多く、特に年頭数ヶ月は雨期である。

## 経済
西部州では農業が主な生産手段である。
ブンゴマ (カウンティ)ではサトウキビ栽培が盛んで、無数の小さな製糖工場と共にケニア最大の製糖工場の一つがある。
食料としてトウモロコシを中心にトウジンビエ、モロコシ類が栽培される。
酪農も養鶏と共に盛んである。
小規模ながら二年に一度の割礼式を中心とした観光客の巡回コースも重要な観光資源となっている。
カカメガ (カウンティ)でも食用と換金作物の両方が栽培され、サトウキビの栽培も盛んで、2つの製糖工場がある。
カカメガの森にも多くの観光客が訪れる。
ブシア (カウンティ)はンゾイア川の洪水に度々見舞われてきた。
主な産業はビクトリア湖での漁業である。
サトウキビなどの換金作物の栽培も小規模に行われる。
主食はキャッサバで広く栽培される。
ヴィヒガ (カウンティ)では茶の栽培が盛んであり、また農村部における人口密度がケニアで最も高い。
工事用の採石と酪農が盛んである。
ケニア西部には製糖工場を含め大工場が多く、その中でも大きいのがカカメガ (カウンティ)西部のムミアス砂糖である。
この製品はケニアでも有名ブランドであり、経済モデルとされている。
ブンゴマ (カウンティ)のウェブエのパンアフリカンペーパーミルズの工場もアフリカ最大の製紙工場である。
これら以外では生活水準は低く、電気や水道なども行き届いていない。

## 地域区分
伝統的区分では西部にブシア、北部にブンゴマ、東部にカカメガが置かれていた。
| 番号 | カウンティ名 | スワヒリ語 | 面積(km2) | 2009年の人口 | 政府所在地 |
| ---- | ------------ | ---------- | --------- | ------------ | ---------- |
| 37   | カカメガ     | Kakamega   | 3,033.8   | 1,660,651    | カカメガ   |
| 38   | ヴィヒガ     | Vihiga     | 531.3     | 554,622      | ヴィヒガ   |
| 39   | ブンゴマ     | Bungoma    | 2,206.9   | 1,375,063    | ブンゴマ   |
| 40   | ブシア       | Busia      | 1,628.4   | 743,946      | ブシア     |

## 主要都市
- カカメガ（英語版）：6万9502人(州都)
- ブンゴマ（英語版）：5万5867人
- キミリリ（英語版）：4万1115人
- ブシア（英語版）：4万740人
- ムミアス（英語版）：3万8960人
- ヴィヒガ（英語版）：3万6398人
- ウェブイェ（英語版）：2万3318人
- マラバ（英語版）：1万6480人[2]

座標: 北緯0度30分 東経34度35分 / 北緯0.500度 東経34.583度